# Elefantenfriedhof
Der sogenannte Elefantenfriedhof ist ein verbreiteter Mythos um Elefanten.

## Hintergrund
Im Laufe seines Lebens erneuert ein Elefant sechs Mal sein Gebiss. Nach etwa 60 Jahren sind die letzten Zähne des Elefanten abgenutzt, sodass sich die älteren Tiere meist in sumpfige Gebiete zurückziehen, wo weicheres Futtermaterial wächst. Durch die höhere Konzentration alter und schwacher Tiere in diesen Gebieten verenden auch mehr Elefanten auf engerem Raum, weswegen der Irrglaube entstand, Elefanten würden sich zum Sterben an einen bestimmten Ort, den „Elefantenfriedhof“, begeben.

## Rezeption
Das Motiv des Elefantenfriedhofs findet sich in den Tarzan-Verfilmungen Tarzans Vergeltung, Tarzan, der Herr des Urwaldes, Tarzan – Herr des Urwalds sowie im Animationsfilm Der König der Löwen.
Auch in anderen Abenteuergeschichten kommen solche Friedhöfe vor und sind zum Beispiel oft Ziel geschäftstüchtiger Elfenbeinhändler.